# Olympische Geschichte St. Lucias
| Gelbes Symbol für Goldmedaillen mit stilisierten Olympischen Ringen | Graues Symbol für Silbermedaillen mit stilisierten Olympischen Ringen | Braundes Symbol für Bronzemedaillen mit stilisierten Olympischen Ringen |
| ------------------------------------------------------------------- | --------------------------------------------------------------------- | ----------------------------------------------------------------------- |
| 1                                                                   | 1                                                                     | —                                                                       |

St. Lucia, dessen NOK, das St. Lucia Olympic Committee, 1987 gegründet wurde, nimmt seit 1996 an Olympischen Sommerspielen teil. Zu Winterspielen wurden bislang keine Athleten geschickt. Jugendliche Sportler nahmen an den beiden bislang ausgetragenen Jugend-Sommerspielen teil.

## Übersicht

### Sommerspiele

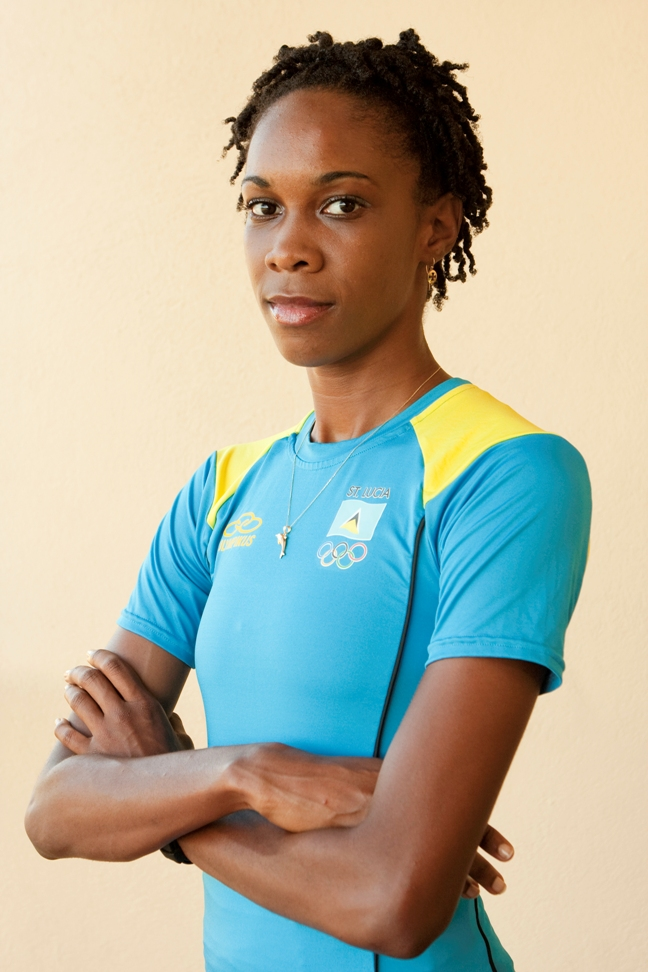
Levern Spencer (2009)

Athleten des Karibikstaates nahmen bislang in der Leichtathletik und im Segeln (seit 1996) sowie im Schwimmen (seit 2000) teil.
Der erste Olympionike des Landes war am 23. Juli 1996 der Segler Michael Green. Die erste Frau war drei Tage später die Sprinterin Michelle Baptiste.
2016 in Rio de Janeiro erreichte die Hochspringerin Levern Spencer den sechsten Rang. Die erste Medaille für St. Lucia errang Julien Alfred, die 2024 in Paris Olympiasiegerin im 100-Meter-Lauf wurde. Bei denselben Spielen gewann sie zudem die Silbermedaille über 200 Meter.

### Jugendspiele
Fünf jugendliche Sportler, drei Jungen und zwei Mädchen, gingen bei der ersten Austragung von Olympischen Jugend-Sommerspielen 2010 in Singapur in der Leichtathletik, im Segeln, im Schwimmen und im Boxen an den Start.
2014 in Nanjing nahmen sechs Athleten, zwei Jungen und vier Mädchen, teil. Sie traten in der Leichtathletik, im Segeln und Schwimmen sowie im Beach-Volleyball an.

## IOC-Mitglied
St. Lucia stellt ein IOC-Mitglied. Der Präsident des NOKs St. Lucias, Richard Peterkin, wurde 2009 zum IOC-Mitglied gewählt.

## Übersicht der Teilnehmer

### Sommerspiele
| Jahr      | Athleten           | Athleten           | Athleten           | Fahnenträger                     | Sportarten         | Sportarten         | Sportarten         | Medaillen          | Medaillen          | Medaillen          | Medaillen          | Rang               |
| Jahr      | Gesamt             | Männer             | Frauen             | Fahnenträger                     | Leichtathletik     | Segeln             | Schwimmen          |                    |                    |                    | Medaillen – Gesamt | Rang               |
| --------- | ------------------ | ------------------ | ------------------ | -------------------------------- | ------------------ | ------------------ | ------------------ | ------------------ | ------------------ | ------------------ | ------------------ | ------------------ |
| 1896–1992 | nicht teilgenommen | nicht teilgenommen | nicht teilgenommen | nicht teilgenommen               | nicht teilgenommen | nicht teilgenommen | nicht teilgenommen | nicht teilgenommen | nicht teilgenommen | nicht teilgenommen | nicht teilgenommen | nicht teilgenommen |
| 1996      | 6                  | 5                  | 1                  | Michelle Baptiste                | 5                  | 1                  |                    |                    |                    |                    |                    |                    |
| 2000      | 5                  | 3                  | 2                  | Dominic Johnson                  | 3                  |                    | 2                  |                    |                    |                    |                    |                    |
| 2004      | 2                  | 1                  | 1                  | Zepherinus Joseph                | 1                  |                    | 1                  |                    |                    |                    |                    |                    |
| 2008      | 4                  | 1                  | 3                  | Levern Spencer                   | 3                  |                    | 1                  |                    |                    |                    |                    |                    |
| 2012      | 4                  | 1                  | 3                  | Levern Spencer                   | 2                  | 1                  | 1                  |                    |                    |                    |                    |                    |
| 2016      | 5                  | 2                  | 3                  | Levern Spencer                   | 3                  | 1                  | 1                  |                    |                    |                    |                    |                    |
| 2020      | 5                  | 2                  | 3                  | Levern Spencer & Jean-Luc Zephir | 3                  | 1                  | 1                  |                    |                    |                    |                    |                    |
| 2024      | 4                  | 3                  | 1                  | Michael Joseph                   | 2                  | 1                  | 1                  | 1                  | 1                  |                    | 2                  |                    |
| Gesamt    | Gesamt             | Gesamt             | Gesamt             | Gesamt                           | Gesamt             | Gesamt             | Gesamt             | 1                  | 1                  | 0                  | 2                  | -                  |

### Winterspiele
| Jahr      | Athleten           | Athleten           | Athleten           | Fahnenträger       | Sportarten         | Medaillen          | Medaillen          | Medaillen          | Medaillen          | Medaillen          |
| Jahr      | Gesamt             | Männer             | Frauen             | Fahnenträger       | Sportarten         |                    |                    |                    | Medaillen – Gesamt | Rang               |
| --------- | ------------------ | ------------------ | ------------------ | ------------------ | ------------------ | ------------------ | ------------------ | ------------------ | ------------------ | ------------------ |
| 1924–2022 | nicht teilgenommen | nicht teilgenommen | nicht teilgenommen | nicht teilgenommen | nicht teilgenommen | nicht teilgenommen | nicht teilgenommen | nicht teilgenommen | nicht teilgenommen | nicht teilgenommen |
| Gesamt    | Gesamt             | Gesamt             | Gesamt             | Gesamt             | Gesamt             | 0                  | 0                  | 0                  | 0                  | -                  |

### Jugend-Sommerspiele
| Jahr   | Athleten | Athleten | Athleten | Fahnenträger | Sportarten     | Sportarten | Sportarten | Sportarten | Sportarten       | Medaillen | Medaillen | Medaillen | Medaillen          | Medaillen |
| Jahr   | Gesamt   | Männer   | Frauen   | Fahnenträger | Leichtathletik | Segeln     | Boxen      | Schwimmen  | Beach-Volleyball |           |           |           | Medaillen – Gesamt | Rang      |
| ------ | -------- | -------- | -------- | ------------ | -------------- | ---------- | ---------- | ---------- | ---------------- | --------- | --------- | --------- | ------------------ | --------- |
| 2010   | 5        | 3        | 2        | Siona Huxley | 1              | 1          | 1          | 2          |                  |           |           |           |                    |           |
| 2014   | 6        | 2        | 4        |              | 2              | 1          |            | 1          | 2                |           |           |           |                    |           |
| 2018   | 3        | 2        | 1        |              | 2              |            |            | 1          |                  |           | 1         |           | 1                  | 80        |
| Gesamt | Gesamt   | Gesamt   | Gesamt   | Gesamt       | Gesamt         | Gesamt     | Gesamt     | Gesamt     | Gesamt           | 0         | 1         | 0         | 1                  | -         |

### Jugend-Winterspiele
| Jahr      | Athleten           | Athleten           | Athleten           | Fahnenträger       | Sportarten         | Medaillen          | Medaillen          | Medaillen          | Medaillen          | Medaillen          |
| Jahr      | Gesamt             | Männer             | Frauen             | Fahnenträger       | Sportarten         |                    |                    |                    | Gesamt             | Rang               |
| --------- | ------------------ | ------------------ | ------------------ | ------------------ | ------------------ | ------------------ | ------------------ | ------------------ | ------------------ | ------------------ |
| 2012–2024 | nicht teilgenommen | nicht teilgenommen | nicht teilgenommen | nicht teilgenommen | nicht teilgenommen | nicht teilgenommen | nicht teilgenommen | nicht teilgenommen | nicht teilgenommen | nicht teilgenommen |
| Gesamt    | Gesamt             | Gesamt             | Gesamt             | Gesamt             | Gesamt             | 0                  | 0                  | 0                  | 0                  | -                  |

## Medaillengewinner

### Goldmedaillen
| Name          | Spiele     | Sportart       | Disziplin |
| ------------- | ---------- | -------------- | --------- |
| Julien Alfred | 2024 Paris | Leichtathletik | 100 Meter |

### Silbermedaillen
| Name          | Spiele     | Sportart       | Disziplin |
| ------------- | ---------- | -------------- | --------- |
| Julien Alfred | 2024 Paris | Leichtathletik | 200 Meter |

### Bronzemedaillen
Bislang (Stand 2024) keine Medaillengewinner